# Kapka Kasabova
Kapka Kasabova, in bulgaro Капка Касабова?, nota anche con la traslitterazione anglosassone Kapka Kassabova, (Sofia, novembre 1973), è una poetessa e scrittrice bulgara. Benché di madrelingua bulgara, scrive in inglese.

## Biografia
Kapka Kasabova è nata e cresciuta a Sofia. Ha studiato al liceo francese di Sofia. Dopo aver lasciato la Bulgaria con la famiglia, è vissuta in Nuova Zelanda per dodici anni, studiando francese, russo, letteratura inglese e scrittura creativa alle università di Otago e di Victoria e ha pubblicato i suoi primi libri di poesia e di narrativa. 
La sua raccolta di poesie d'esordio All roads lead to the sea ("Tutte le strade portano al mare") è stata premiata con il Premio librario Montana e il suo primo romanzo Reconnaissance ("Riconoscenza") ha vinto il premio degli scrittori del Commonwealth per la regione Asia-Pacifico nel 2000.
Si è trasferita in Scozia nel 2005. Dopo alcuni anni vissuti a Edimburgo, si è stabilita nelle Highlands.
Ne 2008, Kasabova ha pubblicato il libro di memorie Street Without a Name ("Strade senza nome") che è stato selezionato per il premio per il libro di viaggi Dolmann Club e che Misha Glenny su The Guardian ha definito una "profonda meditazione sul peso dei cambiamenti innescato dagli eventi del 1989 nell'Europa orientale".
L'autobiografia Twelve Minutes of Love ("Dodici minuti d'amore") del 2011 è stata selezionata per il Premio librario scozzese e salutata da The Independent come "un miscuglio squisito di travelogue, libro di memorie, storia della danza, e qualche scritto davvero buono sulla condizione umana." Il recensore di The Scotsman ha scritto che la "Kasabova è una cosa rara: un'autrice che eccelle in tutti i generi".
Nel 2017 è uscito il suo libro di narrativa Confine: viaggio al termine dell'Europa. È stato tradotto in quindici lingue: la traduzione italiana è stata pubblicata nel 2019.
Nel 2021 è stata insignita del Prix du Meilleur livre étranger nella categoria "Miglior saggio" per L’écho du lac.

## Opere
- All Roads Lead to the Sea ("Tutte le strade portano al mare"), Auckland University Press, 1997 ISBN 1869405285, OCLC 957262995
- Reconnaissance ("Riconoscenza"), Penguin NZ, 1999
- Love in the land of Midas ("Amore nella terra di Mida"), London, Penguin, 2001, ISBN 9780141000121, OCLC 45339588
- Someone Else's Life ("La vita di qualcun altro"), Bloodaxe, 2003
- Geography for the Lost ("Geografia per la perdita"), Bloodaxe, 2007
- Street Without a Name ("Strade senza nome"), Portobello, 2008
- Villa Pacifica, Penguin NZ/ Alma Books, 2011, ISBN 9781846881862, OCLC 779245751
- Twelve Minutes of Love: a tango story ("Dodici minuti d'amore: una storia di tango"), Portobello, 2011, ISBN 9781846272851, OCLC 784580894
- Confine. Viaggio al termine dell'Europa, EDT, 2019, ISBN 8859257557
- To the Lake: a Balkan Journey of War and Peace ("Al lago: un viaggio balcanico di guerra e pace"), Granta, 2020, ISBN 9781783783977